# Olaszország a 2018. évi téli olimpiai játékokon
Olaszország a dél-koreai Phjongcshangban megrendezett 2018. évi téli olimpiai játékok egyik részt vevő nemzete volt. Az országot az olimpián 14 sportágban 120 sportoló képviselte, akik összesen 10 érmet szereztek.

## Érmesek
| Érem  | Versenyző                                                      | Sportág                    | Versenyszám          |
| ----- | -------------------------------------------------------------- | -------------------------- | -------------------- |
| Arany | Sofia Goggia                                                   | Alpesisí                   | Női lesiklás         |
| Arany | Arianna Fontana                                                | Rövidpályás gyorskorcsolya | Női 500 m            |
| Arany | Michela Moioli                                                 | Snowboard                  | Női snowboard cross  |
| Ezüst | Arianna Fontana Lucia Peretti Cecilia Maffei Martina Valcepina | Rövidpályás gyorskorcsolya | Női 3000 m váltó     |
| Ezüst | Federico Pellegrino                                            | Sífutás                    | Férfi egyéni sprint  |
| Bronz | Federica Brignone                                              | Alpesisí                   | Női óriás-műlesiklás |
| Bronz | Dominik Windisch                                               | Biatlon                    | Férfi 10 km sprint   |
| Bronz | Lisa Vittozzi Dorothea Wierer Lukas Hofer Dominik Windisch     | Biatlon                    | Vegyes váltó         |
| Bronz | Nicola Tumolero                                                | Gyorskorcsolya             | Férfi 10 000 m       |
| Bronz | Arianna Fontana                                                | Rövidpályás gyorskorcsolya | Női 1000 m           |

## Alpesisí
Férfi
| Versenyző           | Versenyszám            | 1. futam      | 1. futam      | 2. futam      | 2. futam      | Összesítés    | Összesítés    |
| Versenyző           | Versenyszám            | Idő           | Hely.         | Idő           | Hely.         | Idő           | Helyezés      |
| ------------------- | ---------------------- | ------------- | ------------- | ------------- | ------------- | ------------- | ------------- |
| Emanuele Buzzi      | Lesiklás               |               |               |               |               | 1:42,84       | 22.           |
| Luca De Aliprandini | Óriás-műlesiklás       | kizárták      | kizárták      | kiesett       | kiesett       | kiesett       | kiesett       |
| Florian Eisath      | Óriás-műlesiklás       | 1:10,46       | 17.           | 1:10,72       | 18.           | 2:21,18       | 14.           |
| Peter Fill          | Lesiklás               |               |               |               |               | 1:41,08       | 6.            |
| Peter Fill          | Szuperóriás-műlesiklás |               |               |               |               | nem ért célba | nem ért célba |
| Stefano Gross       | Műlesiklás             | 49,27         | 14.           | 51,44         | 16.           | 1:40,71       | 16.           |
| Christof Innerhofer | Lesiklás               |               |               |               |               | 1:42,23       | 17.           |
| Christof Innerhofer | Szuperóriás-műlesiklás |               |               |               |               | 1:25,90       | 16.           |
| Matteo Marsaglia    | Szuperóriás-műlesiklás |               |               |               |               | 1:26,11       | 20.           |
| Manfred Mölgg       | Óriás-műlesiklás       | 1:10,03       | 15.           | 1:11,01       | 21.           | 2:21,04       | 13.           |
| Manfred Mölgg       | Műlesiklás             | 48,40         | 4.            | 51,84         | 23.           | 1:40,24       | 12.           |
| Dominik Paris       | Lesiklás               |               |               |               |               | 1:40,79       | 4.            |
| Dominik Paris       | Szuperóriás-műlesiklás |               |               |               |               | 1:25,18       | 7.            |
| Riccardo Tonetti    | Óriás-műlesiklás       | 1:09,02       | 4.            | nem ért célba | nem ért célba | kiesett       | kiesett       |
| Riccardo Tonetti    | Műlesiklás             | nem ért célba | nem ért célba | kiesett       | kiesett       | kiesett       | kiesett       |
| Alex Vinatzer       | Műlesiklás             | nem ért célba | nem ért célba | kiesett       | kiesett       | kiesett       | kiesett       |

| Peter Fill          | Összetett | 1:19,92 | 6.  | nem ért célba | nem ért célba | kiesett | kiesett | kiesett | kiesett |
| Christof Innerhofer | Összetett | 1:19,77 | 5.  | 49,98         | 25.           | 2:09,75 | 14.     |         |         |
| Dominik Paris       | Összetett | 1:20,01 | 8.  | nem ért célba | nem ért célba | kiesett | kiesett |         |         |
| Riccardo Tonetti    | Összetett | 1:21,99 | 38. | 48,22         | 12.           | 2:09,75 | 18.     |         |         |

Női
| Versenyző         | Versenyszám            | 1. futam      | 1. futam      | 2. futam | 2. futam | Összesítés    | Összesítés    |
| Versenyző         | Versenyszám            | Idő           | Hely.         | Idő      | Hely.    | Idő           | Helyezés      |
| ----------------- | ---------------------- | ------------- | ------------- | -------- | -------- | ------------- | ------------- |
| Marta Bassino     | Óriás-műlesiklás       | 1:11,19       | 5.            | 1:09,50  | 7.       | 2:20,69       | 5.            |
| Marta Bassino     | Műlesiklás             | nem ért célba | nem ért célba | kiesett  | kiesett  | kiesett       | kiesett       |
| Federica Brignone | Lesiklás               |               |               |          |          | nem ért célba | nem ért célba |
| Federica Brignone | Szuperóriás-műlesiklás |               |               |          |          | 1:21,49       | =6.           |
| Federica Brignone | Óriás-műlesiklás       | 1:10,91       | 3.            | 1:09,57  | 8.       | 2:20,48       |               |
| Chiara Costazza   | Műlesiklás             | 49,83         | 7.            | 50,77    | 17.      | 1:40,60       | 9.            |
| Irene Curtoni     | Műlesiklás             | 51,15         | 14.           | 49,89    | 7.       | 1:41,04       | 10.           |
| Nicol Delago      | Lesiklás               |               |               |          |          | nem ért célba | nem ért célba |
| Nadia Fanchini    | Lesiklás               |               |               |          |          | nem ért célba | nem ért célba |
| Nadia Fanchini    | Szuperóriás-műlesiklás |               |               |          |          | 1:21,88       | 12.           |
| Sofia Goggia      | Lesiklás               |               |               |          |          | 1:39,22       |               |
| Sofia Goggia      | Szuperóriás-műlesiklás |               |               |          |          | 1:21,65       | 11.           |
| Sofia Goggia      | Óriás-műlesiklás       | 1:11,64       | 10.           | 1:10,16  | 18.      | 2:21,80       | 11.           |
| Manuela Mölgg     | Óriás-műlesiklás       | 1:10,62       | 1.            | 1:10,58  | 23.      | 2:21,20       | 8.            |
| Manuela Mölgg     | Műlesiklás             | 51,40         | 17.           | 51,35    | 25.      | 1:42,75       | 23.           |
| Johanna Schnarf   | Szuperóriás-műlesiklás |               |               |          |          | 1:21,27       | 5.            |

| Versenyző         | Versenyszám | Lesiklás      | Lesiklás      | Műlesiklás | Műlesiklás | Összesítés | Összesítés |
| Versenyző         | Versenyszám | Idő           | Hely.         | Idő        | Hely.      | Idő        | Helyezés   |
| ----------------- | ----------- | ------------- | ------------- | ---------- | ---------- | ---------- | ---------- |
| Marta Bassino     | Összetett   | 1:42,61       | 14.           | 41,63      | 7.         | 2:24,24    | 10.        |
| Federica Brignone | Összetett   | 1:42,51       | 12.           | 41,02      | 6.         | 2:23,53    | 8.         |
| Sofia Goggia      | Összetett   | nem ért célba | nem ért célba | kiesett    | kiesett    | kiesett    | kiesett    |
| Johanna Schnarf   | Összetett   | nem ért célba | nem ért célba | kiesett    | kiesett    | kiesett    | kiesett    |

Vegyes
| Versenyző                                                                                    | Versenyszám | Nyolcaddöntő              | Negyeddöntő                 | Elődöntő          | Döntő             | Helyezés |
| Versenyző                                                                                    | Versenyszám | Ellenfél Eredmény         | Ellenfél Eredmény           | Ellenfél Eredmény | Ellenfél Eredmény | Helyezés |
| -------------------------------------------------------------------------------------------- | ----------- | ------------------------- | --------------------------- | ----------------- | ----------------- | -------- |
| Stefano Gross Riccardo Tonetti Alex Vinatzer Federica Brignone Chiara Costazza Irene Curtoni | Vegyes      | Csehország (CZE) · Gy 3–1 | Franciaország (FRA) · V 1–3 | kiesett           | kiesett           | 5.       |

## Biatlon
Férfi
| Versenyző                                                       | Versenyszám            | Időeredmény | Lövőhiba    | Helyezés |
| --------------------------------------------------------------- | ---------------------- | ----------- | ----------- | -------- |
| Thomas Bormolini                                                | 10 km sprint           | 25:39,3     | 2 (1+1)     | 51.      |
| Thomas Bormolini                                                | 12,5 km üldözőverseny  | 38:10,7     | 6 (1+0+4+1) | 48.      |
| Thomas Bormolini                                                | 20 km egyéni indításos | 53:26,6     | 4 (0+1+2+1) | 56.      |
| Lukas Hofer                                                     | 10 km sprint           | 24:09,8     | 2 (1+1)     | 10.      |
| Lukas Hofer                                                     | 12,5 km üldözőverseny  | 34:24,4     | 3 (1+1+1+0) | 10.      |
| Lukas Hofer                                                     | 20 km egyéni indításos | 53:54,1     | 5 (1+2+1+1) | 63.      |
| Lukas Hofer                                                     | 15 km tömegrajtos      | 37:07,7     | 4 (1+1+0+2) | 18.      |
| Giuseppe Montello                                               | 10 km sprint           | 25:35,3     | 2 (0+2)     | 50.      |
| Giuseppe Montello                                               | 12,5 km üldözőverseny  | 37:21,7     | 3 (0+0+2+1) | 39.      |
| Giuseppe Montello                                               | 20 km egyéni indításos | 52:01,9     | 3 (1+1+0+1) | 40.      |
| Dominik Windisch                                                | 10 km sprint           | 23:46,5     | 1 (0+1)     |          |
| Dominik Windisch                                                | 12,5 km üldözőverseny  | 34:57,9     | 5 (2+0+0+3) | 16.      |
| Dominik Windisch                                                | 20 km egyéni indításos | 52:54,3     | 5 (2+0+3+0) | 50.      |
| Dominik Windisch                                                | 15 km tömegrajtos      | 37:07,7     | 4 (0+1+2+1) | 17.      |
| Thomas Bormolini Lukas Hofer Giuseppe Montello Dominik Windisch | 4 × 7,5 km váltó       | 1:21:35,6   | 20 (6+14)   | 12.      |

Női
| Versenyző                                                        | Versenyszám            | Időeredmény | Lövőhiba    | Helyezés |
| ---------------------------------------------------------------- | ---------------------- | ----------- | ----------- | -------- |
| Nicole Gontier                                                   | 7,5 km sprint          | 23:20,0     | 3 (2+1)     | 44.      |
| Nicole Gontier                                                   | 10 km üldözőverseny    | 35:37,6     | 7 (3+1+1+2) | 48.      |
| Nicole Gontier                                                   | 15 km egyéni indításos | 45:32,5     | 4 (1+1+1+1) | 38.      |
| Alexia Runggaldier                                               | 15 km egyéni indításos | 45:15,0     | 2 (0+0+1+1) | 33.      |
| Federica Sanfilippo                                              | 7,5 km sprint          | 24:30,1     | 3 (2+1)     | 69.      |
| Lisa Vittozzi                                                    | 7,5 km sprint          | 21:46,7     | 1 (0+1)     | 6.       |
| Lisa Vittozzi                                                    | 10 km üldözőverseny    | 32:34,6     | 4 (1+2+0+1) | 11.      |
| Lisa Vittozzi                                                    | 15 km egyéni indításos | 45:11,8     | 3 (0+2+0+1) | 32.      |
| Lisa Vittozzi                                                    | 12,5 km tömegrajtos    | 36:08,6     | 2 (1+0+0+1) | 4.       |
| Dorothea Wierer                                                  | 7,5 km sprint          | 22:20,3     | 2 (0+2)     | 18.      |
| Dorothea Wierer                                                  | 10 km üldözőverseny    | 32:48,4     | 5 (2+2+1+0) | 15.      |
| Dorothea Wierer                                                  | 15 km egyéni indításos | 43:15,8     | 2 (0+1+0+1) | 7.       |
| Dorothea Wierer                                                  | 12,5 km tömegrajtos    | 36:10,3     | 1 (0+0+0+1) | 6.       |
| Nicole Gontier Federica Sanfilippo Lisa Vittozzi Dorothea Wierer | 4 × 6 km váltó         | 1:13:07,5   | 17 (9+8)    | 9.       |

Vegyes
| Versenyző                                                  | Versenyszám  | Időeredmény | Lövőhiba | Helyezés |
| ---------------------------------------------------------- | ------------ | ----------- | -------- | -------- |
| Lukas Hofer Dominik Windisch Lisa Vittozzi Dorothea Wierer | Vegyes váltó | 1:09:01,2   | 7 (0+7)  |          |

## Bob
Férfi
| Versenyző                                                      | Versenyszám | 1. futam | 1. futam | 2. futam | 2. futam | 3. futam | 3. futam | 4. futam | 4. futam | Összesítés | Összesítés |
| Versenyző                                                      | Versenyszám | Idő      | Hely.    | Idő      | Hely.    | Idő      | Hely.    | Idő      | Hely.    | Idő        | Helyezés   |
| -------------------------------------------------------------- | ----------- | -------- | -------- | -------- | -------- | -------- | -------- | -------- | -------- | ---------- | ---------- |
| Simone Bertazzo* Lorenzo Bilotti Simone Fontana Mattia Variola | Négyes      | 49,92    | 27.      | 49,94    | =24.     | 50,02    | 24.      | kiesett  | kiesett  | 2:29,88    | 27.        |

* – a bob vezetője

## Curling

### Férfi
- Amos Mosaner
- Joël Retornaz
- Simone Gonin
- Daniele Ferrazza
- Andrea Pilzer

Csoportkör
| Nemzet           | Skip             | Gy | V | P+ | P- | Gy end | V end | Üres endek | Saját rabolt endek | Lökés % |
| ---------------- | ---------------- | -- | - | -- | -- | ------ | ----- | ---------- | ------------------ | ------- |
| Svédország       | Niklas Edin      | 7  | 2 | 62 | 43 | 34     | 28    | 13         | 8                  | 87%     |
| Kanada           | Kevin Koe        | 6  | 3 | 56 | 46 | 36     | 34    | 14         | 8                  | 87%     |
| Egyesült Államok | John Shuster     | 5  | 4 | 67 | 63 | 37     | 39    | 4          | 6                  | 80%     |
| Nagy-Britannia   | Kyle Smith       | 5  | 4 | 55 | 60 | 40     | 37    | 8          | 7                  | 82%     |
| Svájc            | Peter de Cruz    | 5  | 4 | 60 | 55 | 39     | 37    | 10         | 6                  | 83%     |
| Norvégia         | Thomas Ulsrud    | 4  | 5 | 45 | 54 | 32     | 36    | 6          | 6                  | 82%     |
| Dél-Korea        | Kim Chang-min    | 4  | 5 | 54 | 59 | 40     | 41    | 7          | 8                  | 82%     |
| Japán            | Morozumi Juszuke | 4  | 5 | 48 | 56 | 33     | 35    | 13         | 5                  | 81%     |
| Olaszország      | Joel Retornaz    | 3  | 6 | 50 | 56 | 37     | 38    | 15         | 7                  | 81%     |
| Dánia            | Rasmus Stjerne   | 2  | 7 | 53 | 70 | 36     | 39    | 12         | 5                  | 83%     |

1. 1 2  Nagy-Britannia és Svájc rájátszáson mérkőzött az elődöntőbe jutásért

| Sheet B                | 1 | 2 | 3 | 4 | 5 | 6 | 7 | 8 | 9 | 10 | VE |
| Kanada (Koe)           | 0 | 0 | 0 | 0 | 1 | 1 | 0 | 2 | 0 | 1  | 5  |
| Olaszország (Retornaz) | 0 | 0 | 0 | 1 | 0 | 0 | 1 | 0 | 1 | 0  | 3  |

| Sheet C                | 1 | 2 | 3 | 4 | 5 | 6 | 7 | 8 | 9 | 10 | VE |
| Svájc (de Cruz)        | 0 | 0 | 1 | 0 | 0 | 0 | 1 | 0 | 2 | 0  | 4  |
| Olaszország (Retornaz) | 1 | 1 | 0 | 1 | 0 | 1 | 0 | 1 | 0 | 2  | 7  |

| Sheet A                    | 1 | 2 | 3 | 4 | 5 | 6 | 7 | 8 | 9 | 10 | VE |
| Egyesült Államok (Shuster) | 0 | 1 | 0 | 3 | 2 | 0 | 0 | 2 | 1 | 0  | 9  |
| Olaszország (Retornaz)     | 1 | 0 | 5 | 0 | 0 | 3 | 0 | 0 | 0 | 1  | 10 |

| Sheet B                | 1 | 2 | 3 | 4 | 5 | 6 | 7 | 8 | 9 | 10 | VE |
| Olaszország (Retornaz) | 0 | 1 | 0 | 0 | 1 | 1 | 0 | 0 | 0 | 1  | 4  |
| Dánia (Stjerne)        | 2 | 0 | 2 | 0 | 0 | 0 | 0 | 0 | 2 | 0  | 6  |

| Sheet D                | 1 | 2 | 3 | 4 | 5 | 6 | 7 | 8 | 9 | 10 | VE |
| Japán (Morozumi)       | 2 | 0 | 1 | 0 | 2 | 0 | 0 | 0 | 0 | 1  | 6  |
| Olaszország (Retornaz) | 0 | 1 | 0 | 2 | 0 | 0 | 0 | 1 | 1 | 0  | 5  |

| Sheet C                | 1 | 2 | 3 | 4 | 5 | 6 | 7 | 8 | 9 | 10 | 11 | VE |
| Olaszország (Retornaz) | 0 | 0 | 1 | 0 | 0 | 2 | 0 | 2 | 0 | 1  | 0  | 6  |
| Nagy-Britannia (Smith) | 2 | 0 | 0 | 1 | 0 | 0 | 2 | 0 | 1 | 0  | 1  | 7  |

| Sheet A                | 1 | 2 | 3 | 4 | 5 | 6 | 7 | 8 | 9 | 10 | VE |
| Olaszország (Retornaz) | 0 | 1 | 0 | 2 | 0 | 1 | 0 | 1 | 1 | 0  | 6  |
| Dél-Korea (Kim)        | 3 | 0 | 1 | 0 | 1 | 0 | 2 | 0 | 0 | 1  | 8  |

| Sheet D                | 1 | 2 | 3 | 4 | 5 | 6 | 7 | 8 | 9 | 10 | VE |
| Olaszország (Retornaz) | 0 | 0 | 0 | 1 | 1 | 0 | 0 | 1 | 0 | X  | 3  |
| Svédország (Edin)      | 3 | 1 | 1 | 0 | 0 | 1 | 0 | 0 | 1 | X  | 7  |

| Sheet B                | 1 | 2 | 3 | 4 | 5 | 6 | 7 | 8 | 9 | 10 | VE |
| Norvégia (Ulsrud)      | 0 | 0 | 1 | 1 | 0 | 0 | 0 | 1 | 0 | 1  | 4  |
| Olaszország (Retornaz) | 0 | 1 | 0 | 0 | 0 | 1 | 1 | 0 | 3 | 0  | 6  |

| Csapat      | Helyezés |
| ----------- | -------- |
| Olaszország | 9.       |

## Északi összetett
| Versenyző                                                        | Versenyszám        | Síugrás | Síugrás | Síugrás | Síugrás    | Sífutás | Összesítés | Összesítés |
| Versenyző                                                        | Versenyszám        | Táv     | Pont    | Hely.   | Időhátrány | Idő     | Idő        | Helyezés   |
| ---------------------------------------------------------------- | ------------------ | ------- | ------- | ------- | ---------- | ------- | ---------- | ---------- |
| Raffaele Buzzi                                                   | Normálsánc + 10 km | 88,0    | 74,6    | 40.     | +3:44      | 25:29,1 | 29:13,1    | 40.        |
| Raffaele Buzzi                                                   | Nagysánc + 10 km   | 117,5   | 87,9    | 35.     | +3:24      | 24:02,5 | 27:26,5    | 34.        |
| Aaron Kostner                                                    | Normálsánc + 10 km | 93,5    | 89,2    | 30.     | +2:46      | 25:44,4 | 28:30,4    | 37.        |
| Aaron Kostner                                                    | Nagysánc + 10 km   | 105,5   | 71,2    | 47.     | +4:31      | 25:17,5 | 29:48,5    | 44.        |
| Alessandro Pittin                                                | Normálsánc + 10 km | 89,0    | 77,4    | 38.     | +3:33      | 23:48,9 | 27:21,9    | 19.        |
| Alessandro Pittin                                                | Nagysánc + 10 km   | 109,0   | 82,2    | 40.     | +3:47      | 23:13,9 | 27:00,9    | 27.        |
| Lukas Runggaldier                                                | Normálsánc + 10 km | 85,0    | 73,6    | 41.     | +3:48      | 24:03,2 | 27:51,2    | 32.        |
| Lukas Runggaldier                                                | Nagysánc + 10 km   | 110,0   | 77,9    | 45.     | +4:04      | 23:32,7 | 27:36,7    | 36.        |
| Raffaele Buzzi Aaron Kostner Alessandro Pittin Lukas Runggaldier | Csapat             | 447,5   | 291,8   | 10.     | +3:57      | 47:17,1 | 51:14,1    | 8.         |

## Gyorskorcsolya
Férfi
| Versenyző         | Versenyszám | Eredmény | Helyezés |
| ----------------- | ----------- | -------- | -------- |
| Davide Ghiotto    | 5000 m      | 6:29,25  | 19.      |
| Davide Ghiotto    | 10 000 m    | 13:27,09 | 12.      |
| Andrea Giovannini | 1500 m      | 1:47,82  | 27.      |
| Andrea Giovannini | 5000 m      | 6:30,71  | 20.      |
| Mirko Nenzi       | 500 m       | 35,51    | 30.      |
| Mirko Nenzi       | 1000 m      | 1:10,16  | 30.      |
| Nicola Tumolero   | 5000 m      | 6:15,48  | 8.       |
| Nicola Tumolero   | 10 000 m    | 12:54,32 |          |

Női
| Versenyző              | Versenyszám | Eredmény | Helyezés |
| ---------------------- | ----------- | -------- | -------- |
| Francesca Bettrone     | 500 m       | 39,52    | 29.      |
| Francesca Bettrone     | 1000 m      | 1:17,83  | 27.      |
| Francesca Bettrone     | 1500 m      | 2:00,43  | 25.      |
| Yvonne Daldossi        | 500 m       | 39,28    | 26.      |
| Yvonne Daldossi        | 1000 m      | 1:19,33  | 30.      |
| Francesca Lollobrigida | 1500 m      | 1:57,94  | 10.      |
| Francesca Lollobrigida | 3000 m      | 4:08,58  | 13.      |

Tömegrajtos
| Versenyző              | Versenyszám | Elődöntő | Elődöntő | Elődöntő | Döntő | Döntő   | Döntő    |
| Versenyző              | Versenyszám | Pont     | Idő      | Hely.    | Pont  | Idő     | Helyezés |
| ---------------------- | ----------- | -------- | -------- | -------- | ----- | ------- | -------- |
| Andrea Giovannini      | Férfi       | 41       | 8:24,41  | 2.       | 0     | 7:46,83 | 12.      |
| Francesca Bettrone     | Női         | 5        | 8:38,69  | 6.       | 0     | 9:04,82 | 16.      |
| Francesca Lollobrigida | Női         | 68       | 8:54,19  | 1.       | 1     | 8:33,30 | 7.       |

Csapatverseny
| Versenyző                                                                         | Versenyszám | Negyeddöntő                 | Negyeddöntő | Elődöntő     | Elődöntő | Döntő                              | Döntő    | Döntő |
| Versenyző                                                                         | Versenyszám | Ellenfél Idő                | Hely.       | Ellenfél Idő | Hely.    | Ellenfél Idő                       | Helyezés |       |
| --------------------------------------------------------------------------------- | ----------- | --------------------------- | ----------- | ------------ | -------- | ---------------------------------- | -------- | ----- |
| Riccardo Bugari Davide Ghiotto Andrea Giovannini Michele Malfatti Nicola Tumolero | Férfi       | Dél-Korea (KOR) · V 3:41,64 | 6.          |              |          | C döntő · Japán (JPN) · V kizárták | 6.       |       |

## Műkorcsolya
| Versenyző                          | Versenyszám  | Rövid program | Rövid program | Kűr     | Kűr     | Összesítés | Összesítés |
| Versenyző                          | Versenyszám  | Pont          | Hely.         | Pont    | Hely.   | Pont       | Helyezés   |
| ---------------------------------- | ------------ | ------------- | ------------- | ------- | ------- | ---------- | ---------- |
| Matteo Rizzo                       | Férfi egyéni | 75,63         | 23.           | 156,78  | 19.     | 232,41     | 21.        |
| Carolina Kostner                   | Női egyéni   | 73,15         | 6.            | 139,29  | 5.      | 212,44     | 5.         |
| Giada Russo                        | Női egyéni   | 50,88         | 27.           | kiesett | kiesett | kiesett    | kiesett    |
| Nicole Della Monica Matteo Guarise | Páros        | 74,00         | 9.            | 128,74  | 10.     | 202,74     | 10.        |
| Valentina Marchei Ondřej Hotárek   | Páros        | 74,50         | 7.            | 142,09  | 6.      | 216,59     | 6.         |
| Anna Cappellini Luca Lanotte       | Jégtánc      | 76,57         | 5.            | 108,34  | 6.      | 184,91     | 6.         |
| Charlène Guignard Marco Fabbri     | Jégtánc      | 68,16         | 11.           | 105,31  | 9.      | 173,47     | 10.        |

Csapat
| Versenyző | Versenyszám   | Rövid program    | Rövid program    | Rövid program    | Rövid program    | Rövid program | Rövid program | Kűr              | Kűr              | Kűr              | Kűr              | Kűr        | Kűr        |
| Versenyző | Versenyszám   | Férfi            | Női              | Páros            | Jégtánc          | Összesítés    | Összesítés    | Férfi            | Női              | Páros            | Jégtánc          | Összesítés | Összesítés |
| Versenyző | Versenyszám   | Pont Csapat pont | Pont Csapat pont | Pont Csapat pont | Pont Csapat pont | Pont          | Hely.         | Pont Csapat pont | Pont Csapat pont | Pont Csapat pont | Pont Csapat pont | Pont       | Helyezés   |
| --- | ------------- | ---------------- | ---------------- | ---------------- | ---------------- | ------------- | ------------- | ---------------- | ---------------- | ---------------- | ---------------- | ---------- | ---------- |
| Matteo Rizzo (F) Carolina Kostner (N) Nicole Della Monica / Matteo Guarise (P) (RP) Valentina Marchei / Ondřej Hotárek (P) (K) Anna Cappellini / Luca Lanotte (J) | Csapatverseny | 77,77 6          | 75,10 9          | 67,62 4          | 72,51 7          | 26            | 4.            | 156,11 7         | 134,0 7          | 138,44 9         | 107,0 7          | 56         | 4.         |

## Rövidpályás gyorskorcsolya
Férfi
| Versenyző       | Versenyszám | Előfutam | Előfutam | Negyeddöntő | Negyeddöntő | Elődöntő | Elődöntő | B döntő  | B döntő | Döntő   | Döntő   | Helyezés |
| Versenyző       | Versenyszám | Idő      | Hely.    | Idő         | Hely.       | Idő      | Hely.    | Idő      | Hely.   | Idő     | Hely.   | Helyezés |
| --------------- | ----------- | -------- | -------- | ----------- | ----------- | -------- | -------- | -------- | ------- | ------- | ------- | -------- |
| Yuri Confortola | 500 m       | 40,869   | 3.       | kiesett     | kiesett     | kiesett  | kiesett  | kiesett  | kiesett | kiesett | kiesett | 21.      |
| Yuri Confortola | 1000 m      | 1:25,297 | 2.       | 1:24,383    | 2.          | 1:26,626 | 3.       | 1:27,712 | 3.      |         |         | 7.       |
| Yuri Confortola | 1500 m      | kizárták | kizárták |             |             | kiesett  | kiesett  | kiesett  | kiesett | kiesett | kiesett | –        |
| Tommaso Dotti   | 1000 m      | 1:25,369 | 3.       | kiesett     | kiesett     | kiesett  | kiesett  | kiesett  | kiesett | kiesett | kiesett | 22.      |
| Tommaso Dotti   | 1500 m      | 2:16,177 | 4.       |             |             | kiesett  | kiesett  | kiesett  | kiesett | kiesett | kiesett | 25.      |

Női
| Versenyző                                                                       | Versenyszám  | Előfutam | Előfutam | Negyeddöntő | Negyeddöntő | Elődöntő | Elődöntő | B döntő  | B döntő  | Döntő    | Döntő   | Helyezés |
| Versenyző                                                                       | Versenyszám  | Idő      | Hely.    | Idő         | Hely.       | Idő      | Hely.    | Idő      | Hely.    | Idő      | Hely.   | Helyezés |
| ------------------------------------------------------------------------------- | ------------ | -------- | -------- | ----------- | ----------- | -------- | -------- | -------- | -------- | -------- | ------- | -------- |
| Arianna Fontana                                                                 | 500 m        | 43,214   | 1.       | 43,128      | 1.          | 42,635   | 2.       |          |          | 42,569   | 1.      |          |
| Arianna Fontana                                                                 | 1000 m       | 1:30,676 | 1.       | 1:30,074    | 1.          | 1:29,156 | 2.       |          |          | 1:30,656 | 3.      |          |
| Arianna Fontana                                                                 | 1500 m       | 2:28,494 | 1.       |             |             | 2:34,489 | 2.       |          |          | 2:27,475 | 7.      | 7.       |
| Cynthia Mascitto                                                                | 1000 m       | 1:32,926 | 4.       | kiesett     | kiesett     | kiesett  | kiesett  | kiesett  | kiesett  | kiesett  | kiesett | 26.      |
| Lucia Peretti                                                                   | 500 m        | 43,994   | 4.       | kiesett     | kiesett     | kiesett  | kiesett  | kiesett  | kiesett  | kiesett  | kiesett | 27.      |
| Martina Valcepina                                                               | 500 m        | 43,698   | 1.       | 43,023      | 3.          | kiesett  | kiesett  | kiesett  | kiesett  | kiesett  | kiesett | 9.       |
| Martina Valcepina                                                               | 1500 m       | 2:31,370 | 3.       |             |             | 2:24,171 | 4.       | kizárták | kizárták |          |         | 12.      |
| Arianna Fontana Cecilia Maffei Cynthia Mascitto Lucia Peretti Martina Valcepina | 3000 m váltó |          |          |             |             | 4:05,918 | 2.       |          |          | 4:15,901 | 2.      |          |

## Síakrobatika
Krossz
| Versenyző         | Versenyszám | Selejtező                  | Selejtező                  | Nyolcaddöntő               | Negyeddöntő                | Elődöntő                   | Döntő                      | Helyezés                   |
| Versenyző         | Versenyszám | Idő                        | Hely.                      | Helyezés                   | Helyezés                   | Helyezés                   | Helyezés                   | Helyezés                   |
| ----------------- | ----------- | -------------------------- | -------------------------- | -------------------------- | -------------------------- | -------------------------- | -------------------------- | -------------------------- |
| Siegmar Klotz     | Férfi       | 1:10,15                    | 15.                        | 3.                         | kiesett                    | kiesett                    | kiesett                    | 20.                        |
| Stefan Thanei     | Férfi       | 1:10,10                    | 12.                        | 3.                         | kiesett                    | kiesett                    | kiesett                    | 19.                        |
| Lucrezia Fantelli | Női         | sérülés miatt visszalépett | sérülés miatt visszalépett | sérülés miatt visszalépett | sérülés miatt visszalépett | sérülés miatt visszalépett | sérülés miatt visszalépett | sérülés miatt visszalépett |
| Debora Pixner     | Női         | 1:15,72                    | 14.                        | 2.                         | 3.                         | kiesett                    | kiesett                    | 11.                        |

## Sífutás
Távolsági
Férfi
| Versenyző                                                                       | Versenyszám     | Klasszikus | Klasszikus | Szabad  | Szabad | Összesen      | Összesen      |
| Versenyző                                                                       | Versenyszám     | Idő        | Hely.      | Idő     | Hely.  | Idő           | Helyezés      |
| ------------------------------------------------------------------------------- | --------------- | ---------- | ---------- | ------- | ------ | ------------- | ------------- |
| Mirco Bertolina                                                                 | 15 km           |            |            |         |        | 36:33,5       | 41.           |
| Francesco de Fabiani                                                            | 30 km           | 41:11,4    | 22.        | 36:13,5 | 20.    | 1:17:54,9     | 20.           |
| Francesco de Fabiani                                                            | 50 km           |            |            |         |        | 2:17:14,3     | 20.           |
| Dietmar Nöckler                                                                 | 15 km           |            |            |         |        | nem ért célba | nem ért célba |
| Dietmar Nöckler                                                                 | 30 km           | 41:15,2    | 28.        | 38:05,5 | 40.    | 1:19:55,5     | 35.           |
| Dietmar Nöckler                                                                 | 50 km           |            |            |         |        | 2:16:29,2     | 19.           |
| Sergio Rigoni                                                                   | 15 km           |            |            |         |        | 38:03,0       | 68.           |
| Sergio Rigoni                                                                   | 30 km           | 42:41,7    | 46.        | 39:40,6 | 57.    | 1:22:54,9     | 45.           |
| Maicol Rastelli                                                                 | 50 km           |            |            |         |        | 2:15:10,0     | 17.           |
| Giandomenico Salvadori                                                          | 30 km           | 40:47,8    | 16.        | 37:20,9 | 36.    | 1:18:36,9     | 26.           |
| Giandomenico Salvadori                                                          | 50 km           |            |            |         |        | 2:13:45,4     | 15.           |
| Stefan Zelger                                                                   | 15 km           |            |            |         |        | 37:27,9       | 56.           |
| Francesco de Fabiani Federico Pellegrino Maicol Rastelli Giandomenico Salvadori | 4 × 10 km váltó |            |            |         |        | 1:35:40,1     | 7.            |

Női
| Versenyző                                                     | Versenyszám    | Klasszikus | Klasszikus | Szabad  | Szabad | Összesen  | Összesen |
| Versenyző                                                     | Versenyszám    | Idő        | Hely.      | Idő     | Hely.  | Idő       | Helyezés |
| ------------------------------------------------------------- | -------------- | ---------- | ---------- | ------- | ------ | --------- | -------- |
| Elisa Brocard                                                 | 10 km          |            |            |         |        | 27:34,8   | 29.      |
| Elisa Brocard                                                 | 15 km          | 22:34,5    | 27.        | 20:12,8 | 21.    | 43:17,6   | 26.      |
| Elisa Brocard                                                 | 30 km          |            |            |         |        | 1:33:33,5 | 27.      |
| Anna Comarella                                                | 15 km          | 22:50,7    | 30.        | 21:06,1 | 41.    | 44:25,9   | 37.      |
| Anna Comarella                                                | 30 km          |            |            |         |        | 1:35:48,7 | 34.      |
| Ilaria Debertolis                                             | 10 km          |            |            |         |        | 27:41,2   | 31.      |
| Ilaria Debertolis                                             | 15 km          | 23:38,7    | 46.        | 21:24,6 | 50.    | 45:44,6   | 49.      |
| Sara Pellegrini                                               | 10 km          |            |            |         |        | 28:01,5   | 38.      |
| Sara Pellegrini                                               | 15 km          | 23:03,7    | 33.        | 20:40,7 | 31.    | 44:16,3   | 35.      |
| Sara Pellegrini                                               | 30 km          |            |            |         |        | 1:36:07,3 | 35.      |
| Lucia Scardoni                                                | 10 km          |            |            |         |        | 28:04,1   | 39.      |
| Lucia Scardoni                                                | 30 km          |            |            |         |        | 1:40:26,3 | 41.      |
| Elisa Brocard Anna Comarella Ilaria Debertolis Lucia Scardoni | 4 × 5 km váltó |            |            |         |        | 54:22,0   | 9.       |

Sprint
| Versenyző                           | Versenyszám         | Selejtező | Selejtező | Negyeddöntő | Negyeddöntő | Elődöntő | Elődöntő | Döntő    | Helyezés |
| Versenyző                           | Versenyszám         | Idő       | Hely.     | Idő         | Hely.       | Idő      | Hely.    | Idő      | Helyezés |
| ----------------------------------- | ------------------- | --------- | --------- | ----------- | ----------- | -------- | -------- | -------- | -------- |
| Mirco Bertolina                     | Férfi egyéni sprint | 3:20,18   | 38.       | kiesett     | kiesett     | kiesett  | kiesett  | kiesett  | 38.      |
| Federico Pellegrino                 | Férfi egyéni sprint | 3:13,18   | 9.        | 3:10,55     | 1.          | 3:06,17  | 2.       | 3:07,09  |          |
| Maicol Rastelli                     | Férfi egyéni sprint | 3:11,32   | 4.        | 3:14,38     | 5.          | kiesett  | kiesett  | kiesett  | 25.      |
| Stefan Zelger                       | Férfi egyéni sprint | 3:20,18   | 39.       | kiesett     | kiesett     | kiesett  | kiesett  | kiesett  | 39.      |
| Dietmar Nöckler Federico Pellegrino | Férfi csapatsprint  |           |           |             |             | 16:07,19 | 4.       | 16:14,81 | 5.       |
| Greta Laurent                       | Női egyéni sprint   | 3:25,54   | 32.       | kiesett     | kiesett     | kiesett  | kiesett  | kiesett  | 32.      |
| Lucia Scardoni                      | Női egyéni sprint   | 3:23,32   | 28.       | 3:22,49     | 5.          | kiesett  | kiesett  | kiesett  | 24.      |
| Gaia Vuerich                        | Női egyéni sprint   | 3:19,01   | 18.       | 3:21,65     | 5.          | kiesett  | kiesett  | kiesett  | 21.      |
| Elisa Brocard Gaia Vuerich          | Női csapatsprint    |           |           |             |             | 17:13,04 | 8.       | kiesett  | 15.      |

## Síugrás
Férfi
| Versenyző                                                      | Versenyszám   | Selejtező | Selejtező | Selejtező | 1. ugrás | 1. ugrás | 1. ugrás | 2. ugrás | 2. ugrás | 2. ugrás | Összesítés | Összesítés |
| Versenyző                                                      | Versenyszám   | Táv       | Pont      | Hely.     | Táv      | Pont     | Hely.    | Táv      | Pont     | Hely.    | Pont       | Helyezés   |
| -------------------------------------------------------------- | ------------- | --------- | --------- | --------- | -------- | -------- | -------- | -------- | -------- | -------- | ---------- | ---------- |
| Davide Bresadola                                               | Normálsánc    | 88,0      | 95,8      | 37.       | 95,0     | 92,0     | =35.     | kiesett  | kiesett  | kiesett  | kiesett    | kiesett    |
| Davide Bresadola                                               | Nagysánc      | 117,0     | 80,0      | 42.       | 124,0    | 89,1     | 47.      | kiesett  | kiesett  | kiesett  | kiesett    | kiesett    |
| Federico Cecon                                                 | Normálsánc    | 86,0      | 87,9      | 49.       | 85,5     | 72,3     | 48.      | kiesett  | kiesett  | kiesett  | kiesett    | kiesett    |
| Federico Cecon                                                 | Nagysánc      | 100,5     | 50,3      | 54.       | kiesett  | kiesett  | kiesett  | kiesett  | kiesett  | kiesett  | kiesett    | kiesett    |
| Sebastian Colloredo                                            | Normálsánc    | 91,0      | 97,9      | 36.       | 91,0     | 83,8     | 42.      | kiesett  | kiesett  | kiesett  | kiesett    | kiesett    |
| Sebastian Colloredo                                            | Nagysánc      | 107,5     | 68,1      | 50.       | 121,0    | 102,7    | 40.      | kiesett  | kiesett  | kiesett  | kiesett    | kiesett    |
| Alex Insam                                                     | Normálsánc    | 94,0      | 101,9     | 33.       | 84,0     | 76,9     | 45.      | kiesett  | kiesett  | kiesett  | kiesett    | kiesett    |
| Alex Insam                                                     | Nagysánc      | 123,0     | 93,1      | 32.       | 127,5    | 118,0    | 22.      | 125,0    | 114,4    | 22.      | 232,4      | 23.        |
| Davide Bresadola Federico Cecon Sebastian Colloredo Alex Insam | Csapatverseny |           |           |           | 453,5    | 364,5    | 11.      | kiesett  | kiesett  | kiesett  | kiesett    | kiesett    |

Női
| Versenyző         | Versenyszám | Első forduló | Első forduló | Első forduló | Döntő   | Döntő   | Döntő   | Összesítés | Összesítés |
| Versenyző         | Versenyszám | Táv          | Pont         | Hely.        | Táv     | Pont    | Hely.   | Pont       | Helyezés   |
| ----------------- | ----------- | ------------ | ------------ | ------------ | ------- | ------- | ------- | ---------- | ---------- |
| Evelyn Insam      | Normálsánc  | 72,0         | 46,4         | 34.          | kiesett | kiesett | kiesett | kiesett    | kiesett    |
| Lara Malsiner     | Normálsánc  | 88,5         | 90,2         | 16.          | 92,5    | 89,3    | 15.     | 179,5      | 15.        |
| Manuela Malsiner  | Normálsánc  | 86,5         | 79,6         | 20.          | 89,0    | 83,8    | 22.     | 163,4      | 18.        |
| Elena Runggaldier | Normálsánc  | 71,5         | 48,8         | 33.          | kiesett | kiesett | kiesett | kiesett    | kiesett    |

## Snowboard
Akrobatika
Férfi
| Versenyző      | Versenyszám | Selejtező | Selejtező | Selejtező     | Selejtező | Döntő    | Döntő    | Döntő    | Döntő         | Helyezés |
| Versenyző      | Versenyszám | 1. futam  | 2. futam  | Jobb eredmény | Hely.     | 1. futam | 2. futam | 3. futam | Jobb eredmény | Helyezés |
| -------------- | ----------- | --------- | --------- | ------------- | --------- | -------- | -------- | -------- | ------------- | -------- |
| Alberto Maffei | Big air     | 77,50     | 36,25     | 77,50         | 12.       | kiesett  | kiesett  | kiesett  | kiesett       | 24.      |

Parallel giant slalom
| Versenyző          | Versenyszám | Selejtező | Selejtező | Nyolcaddöntő                     | Negyeddöntő                     | Elődöntő          | Döntő             | Helyezés |
| Versenyző          | Versenyszám | Idő       | Hely.     | Ellenfél Eredmény                | Ellenfél Eredmény               | Ellenfél Eredmény | Ellenfél Eredmény | Helyezés |
| ------------------ | ----------- | --------- | --------- | -------------------------------- | ------------------------------- | ----------------- | ----------------- | -------- |
| Edwin Coratti      | Férfi       | 1:25,70   | 12.       | Alexander Payer (AUT) · Gy –0,33 | Sylvain Dufour (FRA) · V +0,19  | kiesett           | kiesett           | 8.       |
| Mirko Felicetti    | Férfi       | 1:27,56   | 29.       | kiesett                          | kiesett                         | kiesett           | kiesett           | 29.      |
| Roland Fischnaller | Férfi       | 1:25,44   | 8.        | Vic Wild (OAR) · Gy –0,93        | Nevin Galmarini (SUI) · V +0,06 | kiesett           | kiesett           | 7.       |
| Aaron March        | Férfi       | 1:26,58   | 23.       | kiesett                          | kiesett                         | kiesett           | kiesett           | 23.      |
| Nadya Ochner       | Női         | 1:33,80   | 18.       | kiesett                          | kiesett                         | kiesett           | kiesett           | 18.      |

Snowboard cross
| Versenyző          | Versenyszám | Selejtező     | Selejtező     | Selejtező | Selejtező | Selejtező     | Selejtező | Nyolcaddöntő | Negyeddöntő   | Elődöntő      | Döntő       | Helyezés |
| Versenyző          | Versenyszám | 1. futam      | 1. futam      | 2. futam  | 2. futam  | Jobb eredmény | Kiemelés  | Nyolcaddöntő | Negyeddöntő   | Elődöntő      | Döntő       | Helyezés |
| Versenyző          | Versenyszám | Idő           | Hely.         | Idő       | Hely.     | Jobb eredmény | Kiemelés  | Helyezés     | Helyezés      | Helyezés      | Helyezés    | Helyezés |
| ------------------ | ----------- | ------------- | ------------- | --------- | --------- | ------------- | --------- | ------------ | ------------- | ------------- | ----------- | -------- |
| Michele Godino     | Férfi       | 1:20,88       | 38.           | 1:14,96   | 4.        | 1:14,96       | 28.       | 3.           | nem ért célba | kiesett       | kiesett     | 23.      |
| Emanuel Perathoner | Férfi       | 1:14,62       | 18.           | kiemelt   | kiemelt   | 1:14,62       | 18.       | 4.           | kiesett       | kiesett       | kiesett     | 15.      |
| Lorenzo Sommariva  | Férfi       | 1:14,36       | 13.           | kiemelt   | kiemelt   | 1:14,36       | 13.       | 4.           | kiesett       | kiesett       | kiesett     | 26.      |
| Omar Visintin      | Férfi       | 1:13,25       | 2.            | kiemelt   | kiemelt   | 1:13,25       | 2.        | 4.           | kiesett       | kiesett       | kiesett     | 25.      |
| Raffaella Brutto   | Női         | nem ért célba | nem ért célba | 1:21,14   | 7.        | 1:21,14       | 19.       |              | 3.            | nem ért célba | Kisdöntő 2. | 8.       |
| Michela Moioli     | Női         | 1:16,97       | 2.            | kiemelt   | kiemelt   | 1:16,97       | 2.        |              | 1.            | 1.            | 1.          |          |

## Szánkó
| Versenyző                     | Versenyszám | 1. futam | 1. futam | 2. futam | 2. futam | 3. futam | 3. futam | 4. futam | 4. futam | Összesítés | Összesítés |
| Versenyző                     | Versenyszám | Idő      | Hely.    | Idő      | Hely.    | Idő      | Hely.    | Idő      | Hely.    | Idő        | Helyezés   |
| ----------------------------- | ----------- | -------- | -------- | -------- | -------- | -------- | -------- | -------- | -------- | ---------- | ---------- |
| Dominik Fischnaller           | Férfi egyes | 47,930   | 10.      | 47,967   | 16.      | 47,562   | 3.       | 47,475   | 1.       | 3:10,934   | 4.         |
| Kevin Fischnaller             | Férfi egyes | 47,853   | 8.       | 47,793   | 5.       | 47,596   | 5.       | 47,812   | 8.       | 3:11,054   | 7.         |
| Emanuel Rieder                | Férfi egyes | 48,040   | 14.      | 48,047   | 17.      | 47,972   | 18.      | 48,082   | 18.      | 3:12,141   | 17.        |
| Fabian Malleier Ivan Nagler   | Kettes      | 46,320   | 8.       | 46,243   | 7.       |          |          |          |          | 1:32,563   | 7.         |
| Patrick Rastner Ludwig Rieder | Kettes      | 46,709   | 14.      | 46,567   | 15.      |          |          |          |          | 1:33,276   | 15.        |
| Sandra Robatscher             | Női egyes   | 46,620   | 12.      | 47,116   | 24.      | 47,083   | 17.      | 46,746   | 9.       | 3:07,565   | 14.        |
| Andrea Vötter                 | Női egyes   | 46,577   | 10.      | 46,483   | 11.      | 46,907   | 15.      | 46,892   | 13.      | 3:06,859   | 10.        |

| Versenyző                                                     | Versenyszám  | 1. futam | 1. futam | 2. futam | 2. futam | 3. futam | 3. futam | Összesítés | Összesítés |
| Versenyző                                                     | Versenyszám  | Idő      | Hely.    | Idő      | Hely.    | Idő      | Hely.    | Idő        | Helyezés   |
| ------------------------------------------------------------- | ------------ | -------- | -------- | -------- | -------- | -------- | -------- | ---------- | ---------- |
| Andrea Vötter Dominik Fischnaller Fabian Malleier Ivan Nagler | Vegyes váltó | 47,078   | 2.       | 48,827   | 6.       | 49,188   | 6.       | 2:25,093   | 5.         |

## Szkeleton
| Versenyző            | Versenyszám | 1. futam | 1. futam | 2. futam | 2. futam | 3. futam | 3. futam | 4. futam | 4. futam | Összesítés | Összesítés |
| Versenyző            | Versenyszám | Idő      | Hely.    | Idő      | Hely.    | Idő      | Hely.    | Idő      | Hely.    | Idő        | Helyezés   |
| -------------------- | ----------- | -------- | -------- | -------- | -------- | -------- | -------- | -------- | -------- | ---------- | ---------- |
| Joseph Luke Cecchini | Férfi       | 51,88    | 24.      | 51,80    | 25.      | 51,96    | 26.      | kiesett  | kiesett  | 2:35,64    | 27.        |